# Venäjänsaari (ö i Norra Österbotten)
Venäjänsaari är en ö i Finland. Den ligger i sjön Pyhännänjärvi och i kommunen Pyhäntä i den ekonomiska regionen  Haapavesi-Siikalatva ekonomiska region  och landskapet Norra Österbotten, i den centrala delen av landet, 400 km norr om huvudstaden Helsingfors. Öns area är 1,5 hektar och dess största längd är 230 meter i öst-västlig riktning.